# Dálnice 4 (Izrael)
Dálnice 4 (hebrejsky כביש 4; Kviš 4) je izraelská dálnice, která vede podél celé izraelské pobřežní planiny Středozemního moře. Začíná na severu u hraničního přechodu s Libanonem u Roš ha-nikra a končí u hraničního přechodu Erez u Pásma Gazy. Do 90. let 20. století pokračovala až do Rafáhu na egyptskou hranici. V některých částech dálnice kopíruje starověkou cestu Via Maris.

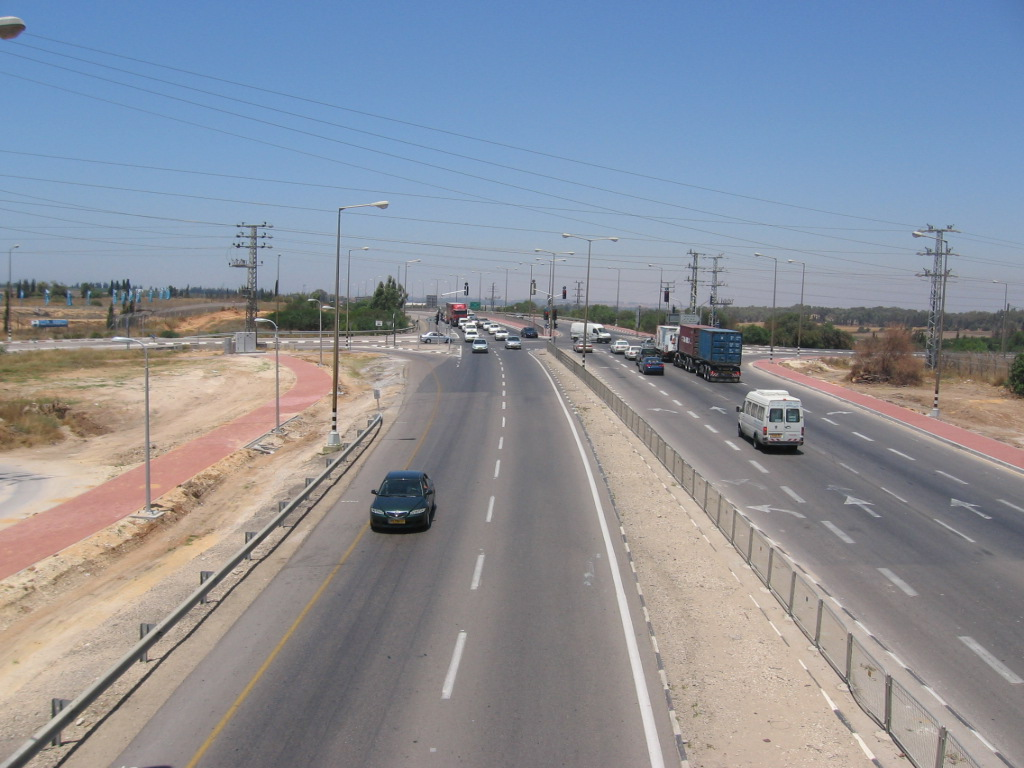
Křižovatka Abba Hillel

Ačkoliv je dálnice souvislá, obecně se dělí do pěti částí, z nichž každá má svůj název, charakter a rychlostní limit:
- Severní pobřežní dálnice (Roš ha-Nikra – Haifa)
- Stará Haifa – Telavivská dálnice (Haifa – Ra'anana). V Izraeli se jí normálně říká „Stará dálnice“ (hebrejsky הכביש הישן), zatímco dálnice 2 se označuje jako „Nová dálnice.“ Tato část byla původně postavena Brity, aby Židům umožnila cestovat z Tel Avivu do Haify a obešla arabská města Kalkílija a Tulkarm během nepokojů v letech 1936–1939, což z ní činí první obchvat v zemi.
- Dálnice Geha nebo První prezidentská cesta (Ra'anana – Azor)
- Dálnice Tel Aviv – Ašdod (Azor – Ašdod)
- Jižní pobřežní dálnice (Ašdod – přechod Erez)

Sekce Tel Aviv – Ašdod a Geha jsou bez poplatku.
V letech 2007–2010 vyrostly v Haifě takzvané Karmelské tunely, víc než 6 kilometrů dlouhý komplex tunelů, které obcházejí centrální pobřežní část města a které tvoří obchvat města a zároveň přeložku trasy dálnice.